# Ȱ
Ȱ, ȱ (O с точкой сверху и макроном) — буква расширенной латиницы, двадцать седьмая или двадцать пятая буква ливского алфавита.
Используется в ливском языке для передачи долгого неогублённого гласного заднего ряда средне-верхнего подъёма [ɤː], в то время как краткий звук [ɤ] обозначается буквой Ȯ (УФА: [o͕]).

## Кодировка
Заглавная и строчная формы буквы были добавлены в блок Юникода «Расширенная латиница — B» (англ. Latin Extended-B) в версии 3.0, вышедшей в сентябре 1999 года, под кодами U+0230 и U+0231.
Ȱ/ȱ канонически раскладывается в Ȯ/ȯ + ◌̄; Ȯ/ȯ в свою очередь представимы в виде O/o + ◌̇.